# Добровольский сельсовет (Оренбургская область)
Добровольский сельсовет — сельское поселение в Новоорском районе Оренбургской области Российской Федерации.
Административный центр — село Добровольское.

## История
9 марта 2005 года в соответствии с законом Оренбургской области № 1905/313-III-ОЗ образовано сельское поселение Добровольский сельсовет, установлены границы муниципального образования.

## Население
| 2010 | 2012  | 2013  | 2014  | 2015 | 2016 | 2017 |
| ---- | ----- | ----- | ----- | ---- | ---- | ---- |
| 1155 | ↘1110 | ↘1056 | ↘1023 | ↘969 | ↘961 | ↘914 |
| 2018 | 2019  | 2020  | 2021  |      |      |      |
| ↘878 | ↘834  | ↘778  | ↘738  |      |      |      |

## Состав сельского поселения
| № | Населённый пункт | Тип населённого пункта       | Население |
| - | ---------------- | ---------------------------- | --------- |
| 1 | Большестепное    | село                         | 80        |
| 2 | Добровольское    | село, административный центр | 788       |
| 3 | Новосевастополь  | село                         | 128       |
| 4 | Чиликта          | село                         | 159       |